# Euhadenoecus
Euhadenoecus is een geslacht van rechtvleugeligen uit de familie grottensprinkhanen (Rhaphidophoridae). De wetenschappelijke naam van dit geslacht is voor het eerst geldig gepubliceerd in 1978 door Hubbell.

## Soorten
Het geslacht Euhadenoecus omvat de volgende soorten:
- Euhadenoecus adelphus Hubbell, 1978
- Euhadenoecus fragilis Hubbell, 1978
- Euhadenoecus insolitus Hubbell, 1978
- Euhadenoecus puteanus Scudder, 1877